# Pareuchiloglanis songmaensis
Pareuchiloglanis songmaensis är en fiskart som beskrevs av Nguyen 2001. Pareuchiloglanis songmaensis ingår i släktet Pareuchiloglanis och familjen Sisoridae. Inga underarter finns listade i Catalogue of Life.